# 1639
1639. је била проста година.

## Догађаји

### Октобар
- 21. октобар — Битка код Даунса